# Dziewczyna nr 6
Dziewczyna numer 6 (ang. Girl 6) − amerykański komediodramat z 1996 roku w reżyserii Spike’a Lee.

## Fabuła
Judy stara się zrobić karierę aktorską w Nowym Jorku. Idzie na casting, by otrzymać rolę, jednak reżyser wymaga od niej, by się pokazała nago. Judy odmawia, porzucona przez swojego agenta podejmuje pracę jako dziewczyna na sextelefon jako dziewczyna nr 6. Jej zdolności aktorskie stają się tu atutem, a jej szefowa Lil jest zadowolona z jej pracy. Nr 6 szybko zdobywa uznanie klientów.

## Obsada
- Theresa Randle − Judy/dziewczyna nr 6
- Isaiah Washington − Shoplifter
- Spike Lee − Jimmy
- Jenifer Lewis − szef nr 1 − Lil
- Debi Mazar − dziewczyna nr 39
- Peter Berg − rozmówca Bob
- Michael Imperioli − wystraszony rozmówca
- Dina Pearlman − dziewczyna nr 19
- Maggie Rush − dziewczyna nr 42
- Desi Moreno − dziewczyna nr 4
- Naomi Campbell − dziewczyna nr 75
- Gretchen Mol − dziewczyna nr 12
- Shari Freels − dziewczyna nr 29 − Punk
- Richard Belzer − rozmówca nr 4 − Plaża
- Larry Pine − rozmówca nr 33 − Wall Street
- Coati Mundi − rozmówca nr 8 − Martin
- Delilah Cotto − rozmówca nr 8 − Christine
- Anthony Nocerino − rozmówca nr 6
- Thomas Jefferson Byrd − rozmówca nr 18
- Bray Poor − rozmówca nr 14
- Joseph Lyle Taylor − rozmówca nr 3/rozmówca nr 16
- Madonna − szef nr 3
- Arthur J. Nascarella − szef nr 2 − mężczyzna w biurze
- John Turturro − Murray − agent
- Quentin Tarantino − reżyser z Nowego Jorku
- Ron Silver − reżyser z Los Angeles